# Barrô (Águeda)
Barrô é uma povoação portuguesa do Município de Águeda que foi sede da Freguesia de Barrô, freguesia que tinha 6,52 km² e 1 836 habitantes (2011).
A Freguesia de Barrô foi extinta (agregada), em 2013, no âmbito de uma reforma administrativa nacional, tendo sido agregada à freguesia de Aguada de Baixo, para formar uma nova freguesia denominada União das Freguesias de Barrô e Aguada de Baixo.

## Localização
Localizada no sul do município, Barrô tem por vizinhos as localidades de Recardães a norte, Aguada de Cima a leste, Aguada de Baixo a sul e Espinhel a noroeste e o Município de Oliveira do Bairro a sul.

## História
Foi vila e sede de concelho entre 1514 e o início do século XIX. Era constituído pelas freguesias de Aguada de Baixo e Barrô de Aguada. Tinha, em 1801, 970 habitantes.

## População
| População da freguesia de Barrô (1864 – 2011) | População da freguesia de Barrô (1864 – 2011) | População da freguesia de Barrô (1864 – 2011) | População da freguesia de Barrô (1864 – 2011) | População da freguesia de Barrô (1864 – 2011) | População da freguesia de Barrô (1864 – 2011) | População da freguesia de Barrô (1864 – 2011) | População da freguesia de Barrô (1864 – 2011) | População da freguesia de Barrô (1864 – 2011) | População da freguesia de Barrô (1864 – 2011) | População da freguesia de Barrô (1864 – 2011) | População da freguesia de Barrô (1864 – 2011) | População da freguesia de Barrô (1864 – 2011) | População da freguesia de Barrô (1864 – 2011) | População da freguesia de Barrô (1864 – 2011) |
| --------------------------------------------- | --------------------------------------------- | --------------------------------------------- | --------------------------------------------- | --------------------------------------------- | --------------------------------------------- | --------------------------------------------- | --------------------------------------------- | --------------------------------------------- | --------------------------------------------- | --------------------------------------------- | --------------------------------------------- | --------------------------------------------- | --------------------------------------------- | --------------------------------------------- |
| 1864                                          | 1878                                          | 1890                                          | 1900                                          | 1911                                          | 1920                                          | 1930                                          | 1940                                          | 1950                                          | 1960                                          | 1970                                          | 1981                                          | 1991                                          | 2001                                          | 2011                                          |
| 533                                           | 509                                           | 596                                           | 604                                           | 732                                           | 789                                           | 892                                           | 913                                           | 1.122                                         | 1.262                                         | 1.447                                         | 1.700                                         | 1.715                                         | 2.040                                         | 1.836                                         |

| Distribuição da População por Grupos Etários | Distribuição da População por Grupos Etários | Distribuição da População por Grupos Etários | Distribuição da População por Grupos Etários | Distribuição da População por Grupos Etários | Distribuição da População por Grupos Etários | Distribuição da População por Grupos Etários | Distribuição da População por Grupos Etários | Distribuição da População por Grupos Etários | Distribuição da População por Grupos Etários |
| -------------------------------------------- | -------------------------------------------- | -------------------------------------------- | -------------------------------------------- | -------------------------------------------- | -------------------------------------------- | -------------------------------------------- | -------------------------------------------- | -------------------------------------------- | -------------------------------------------- |
| Ano                                          | 0-14 Anos                                    | 15-24 Anos                                   | 25-64 Anos                                   | > 65 Anos                                    |                                              | 0-14 Anos                                    | 15-24 Anos                                   | 25-64 Anos                                   | > 65 Anos                                    |
| 2001                                         | 343                                          | 320                                          | 1 117                                        | 260                                          |                                              | 16,8%                                        | 15,7%                                        | 54,8%                                        | 12,7%                                        |
| 2011                                         | 235                                          | 201                                          | 1 023                                        | 377                                          |                                              | 12,8%                                        | 10,9%                                        | 55,7%                                        | 20,5%                                        |

## Lugares
- Barrô
- Carqueijo

## Património
- Igreja de Santo André (matriz): do século XVII, é de destacar o conjunto de retábulo e tecto. Dá agradável impressão de riqueza decorativa.
- Cruzeiro: conserva de antigo só a coluna toscana do século XVII
- Capela de Santo António (século XVII): a imagem de Sto. António é de calcário coimbrão do século XV mas bastante tosco.

## Paróquia de Barrô
Actualmente a paróquia de Barrô integra a UPA – Unidade Pastoral de Águeda, conjuntamente com Fermentelos, Recardães, Borralha, Águeda, Castanheira, Préstimo, Macieira de Alcoba